# Vinantes
Vinantes ist eine französische Gemeinde in der Île-de-France. Sie gehört zum Département Seine-et-Marne, zum Arrondissement Meaux und zum Kanton Mitry-Mory. Sie grenzt im Nordwesten und im Norden an Montgé-en-Goële, im Osten an Le Plessis-aux-Bois, im Südosten an Villeroy, im Süden an Saint-Mesmes und im Südwesten an Nantouillet.

## Bevölkerungsentwicklung
| Jahr      | 1962 | 1968 | 1975 | 1982 | 1990 | 1999 | 2008 | 2013 |
| --------- | ---- | ---- | ---- | ---- | ---- | ---- | ---- | ---- |
| Einwohner | 181  | 201  | 179  | 194  | 247  | 287  | 334  | 364  |

## Sehenswürdigkeiten

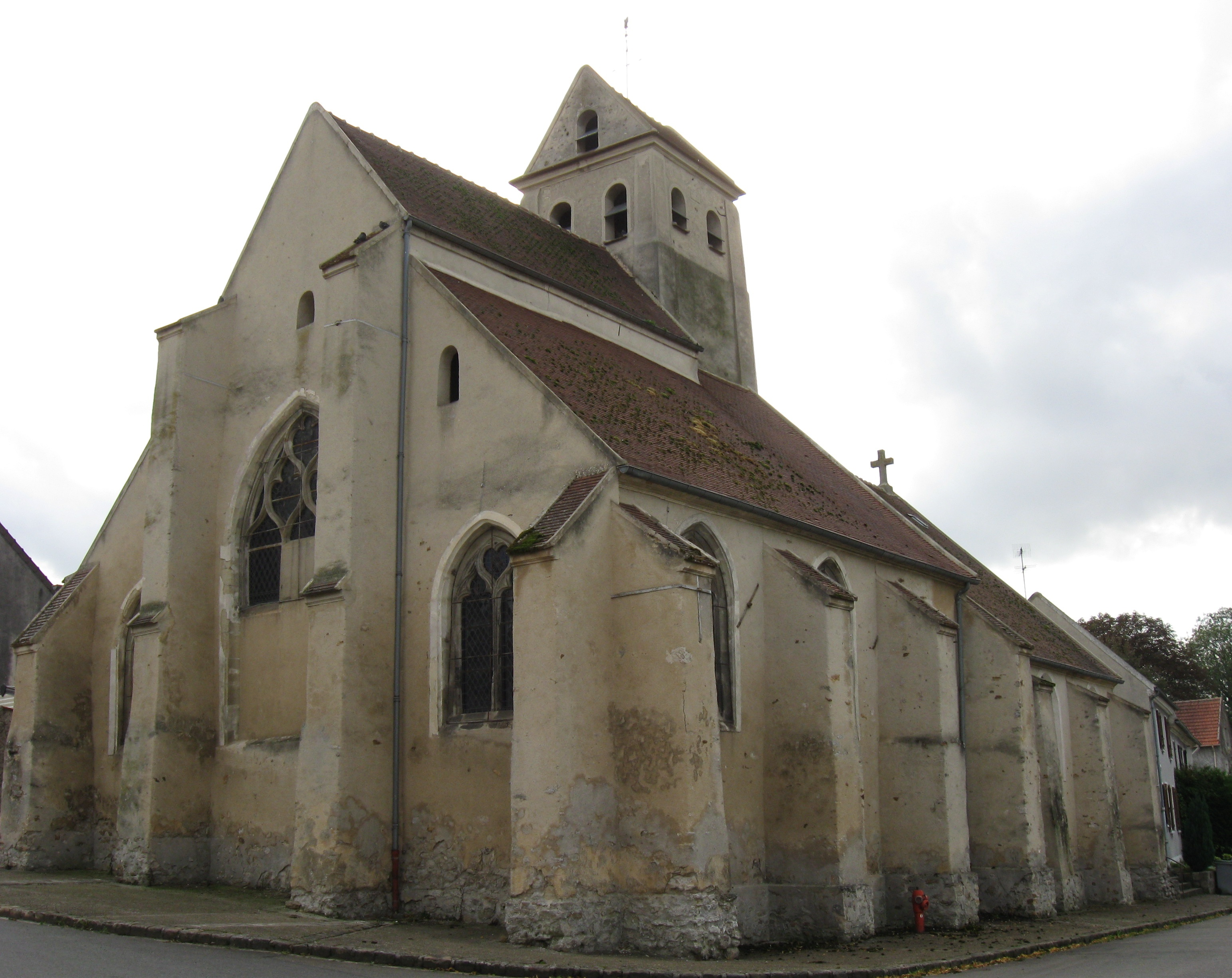
Kirche Notre-Dame-de-la-Nativité

- Kirche Notre-Dame-de-la-Nativité